# Sivianus titschacki
Sivianus titschacki is een hooiwagen uit de familie Zalmoxioidae.